# Zahrádka (Kostelec nad Vltavou)
Zahrádka je vesnice, část obce Kostelec nad Vltavou v okrese Písek v Jihočeském kraji. Leží jeden kilometr jihovýchodně od Kostelce nad Vltavou. Natáčel se zde film Strakonický dudák. V roce 2011 zde trvale žilo 52 obyvatel a bylo evidováno 64 adres.

## Historie
První písemná zmínka o vesnici pochází z roku 1395. Vesnice patřila stejně jako nedaleký Kostelec nad Vltavou, kde bylo proboštství, k majetku benediktinského kláštera na Břevnově. Když klášterní panství v době husitských válek zaniklo, dostala se ves k majetku zámku Orlík. Ves byla v držení Švamberků. Další držitelé byli Eggenbergové a po nich od roku 1727 Schwarzenbergové. V roce 1654 jsou zde vedené čtyři osazené usedlosti a tři usedlosti pusté. K orlickému panství pařila Zahrádka do roku 1848.

## Přírodní poměry
Zahrádkou protéká Jickovický potok.

## Obyvatelstvo
V roce 1940 bylo v Zahrádce 189 obyvatel a 36 domů. V roce 1991 zde žilo 41 obyvatel, o deset let později 60.
| Rok            | 1869 | 1880 | 1890 | 1900 | 1910 | 1921 | 1930 | 1950 | 1961 | 1970 | 1980 | 1991 | 2001 | 2011 | 2021 |
| -------------- | ---- | ---- | ---- | ---- | ---- | ---- | ---- | ---- | ---- | ---- | ---- | ---- | ---- | ---- | ---- |
| Počet obyvatel | 266  | 281  | 236  | 208  | 236  | 212  | 183  | 127  | 107  | 98   | 69   | 40   | 35   | 52   | 49   |
| Počet domů     | 28   | 29   | 29   | 29   | 31   | 34   | 37   | 38   | 33   | 32   | 28   | 27   | 36   | 42   | 44   |

## Obecní správa
Při sčítání lidu v letech 1850–1963 Zahrádka byla samostatnou obcí v okrese Milevsko. Od roku 1964 je částí obce Kostelec nad Vltavou v okrese Písek.

## Pamětihodnosti
- Zahrádka byla roku 1995 vyhlášená vesnickou památkovou zónou.[6]
- Na návsi je barokní kaplička z roku 1872.
- Poblíž kaple se nalézá kříž na vysokém kamenném dříku.
- Na návsi je několik domů postavených ve stylu selského baroka. Nejvýznamnější je usedlost čp. 6 v střední části obce.[12] Toto zděné stavení má zdobené průčelí, křídlový štít a ohradní zeď s bránou s nástavcem. Nad bránou je kapličková nika. Vedle se nachází usedlost čp. 5, která je podobně řešená.[12] Usedlost čp. 8 se nachází na vyvýšeném vršku u místního potoka.[12] V Seznamu kulturních památek v okrese Písek jsou vedené tyto usedlosti: čp. 5, 6, 8 a 15.
- Na kraji vesnice, směrem k Milevsku, u původní staré cesty na Hrejkovice jsou dva vzrostlé stromy s kapličkou. Jeden z těchto stromů je památný. Tato kaple je zasvěcená Panně Marii Sedmibolestné. Druhý používaný název této kapličky je Sosnovcova kaple. [13] Tato kaple je vedená v Seznamu kulturních památek v okrese Písek.

## Galerie

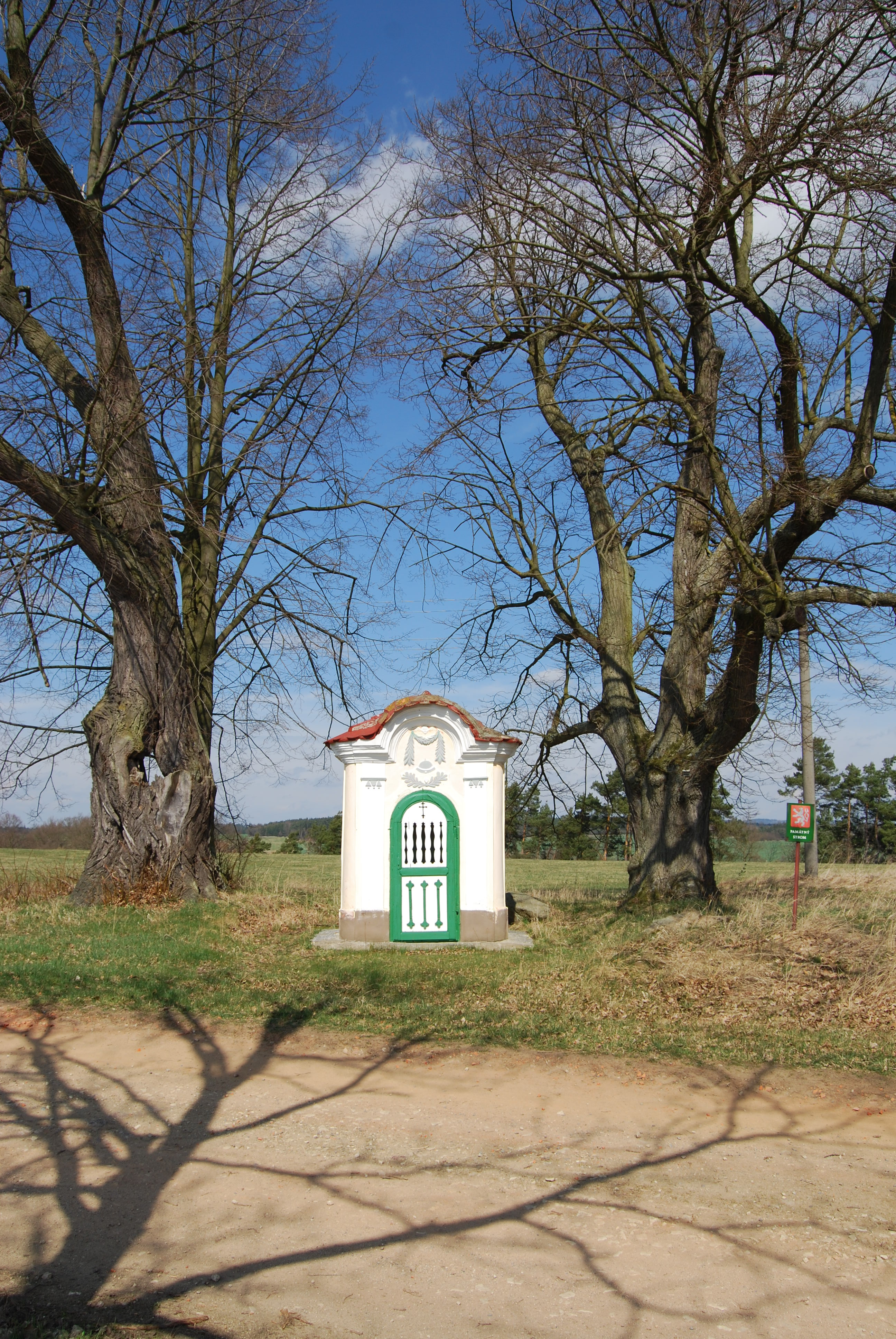
Sosnovcova kaple
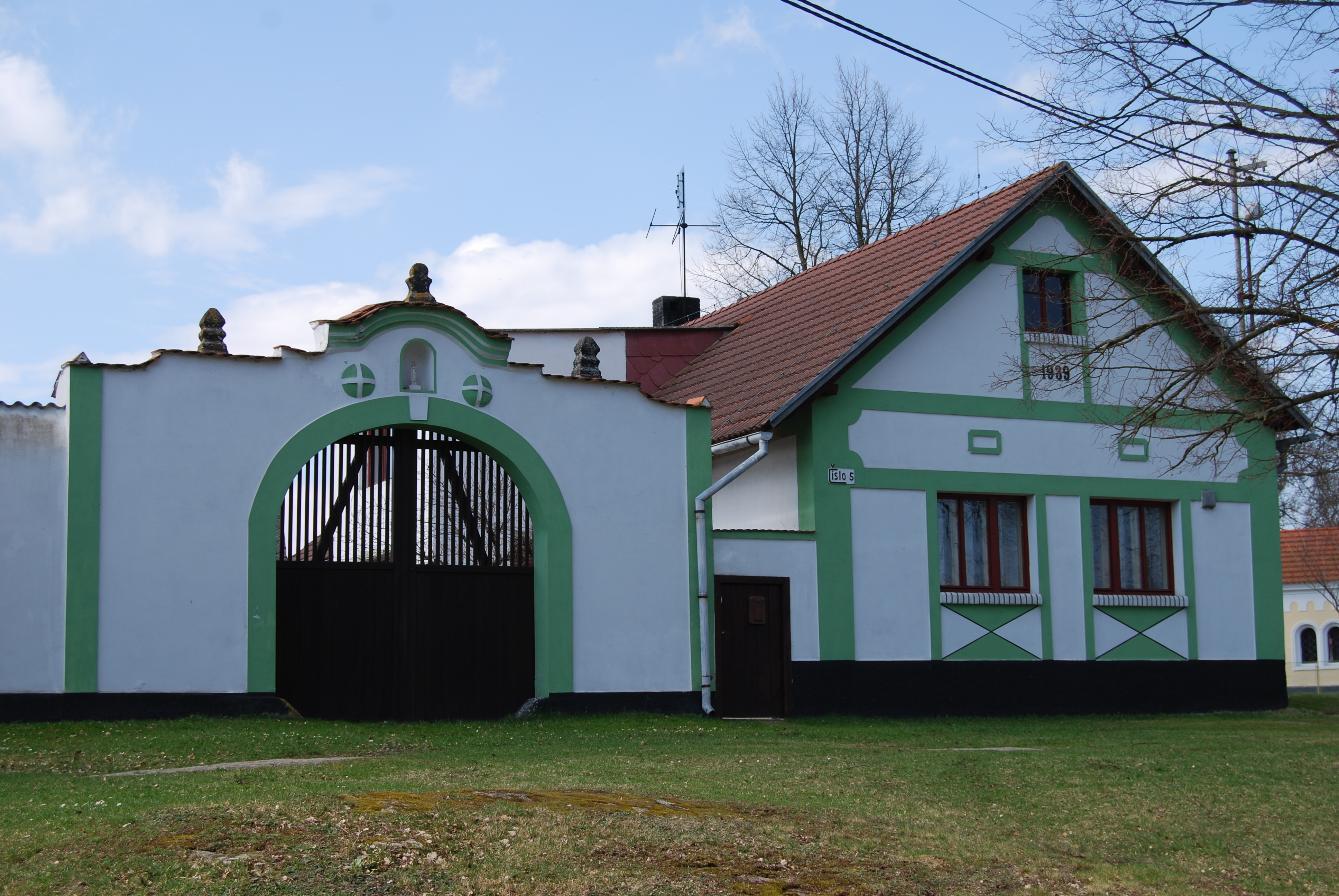
Usedlost čp. 5
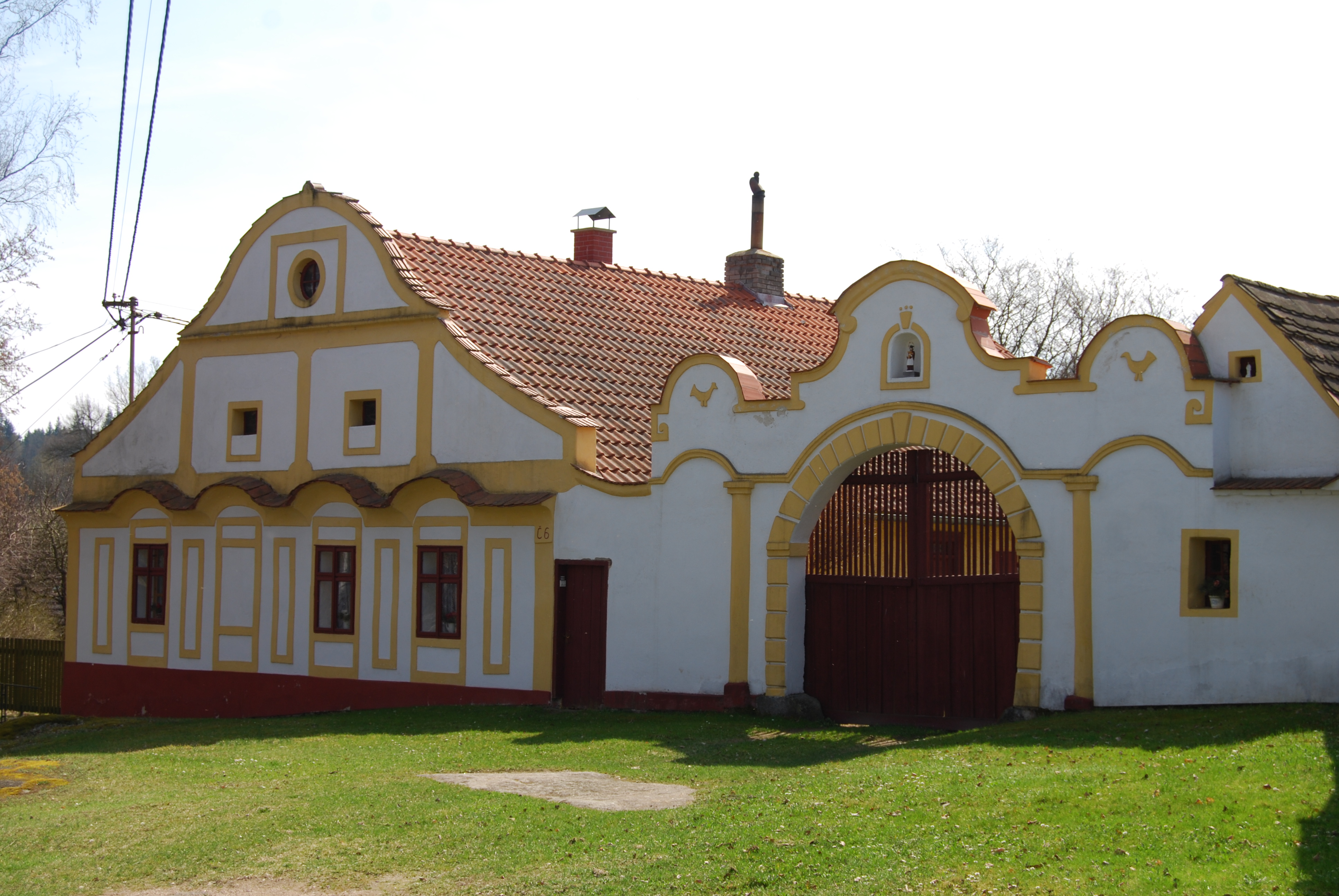
Usedlost čp. 6